# مصحف عثمان
مُصْحَفُ عُثْمَان أو ٱلْمُصْحَفُ ٱلإِمَام هو المصحف الذي جمعه الخليفة الراشد الثالث عثمان بن عفان، وأمر بنسخه وإرسال النُسخ إلى الأمصار الإسلامية. بعد وفاة النبي محمد، جُمع القرآن في مصحف واحد بأمر من الخليفة الأول أبي بكر الصديق، ولما آلت الخلافة لعثمان بن عفان اتسعت الفتوحات الإسلامية وانتشر الصحابة في البلاد المفتوحة يعلمون الناس القرآن كل بقراءته. ولما لاحظ الصحابي حذيفة بن اليمان اختلاف المسلمين في القراءة وبعض هذا الاختلاف مشوب باللحن، أخبر الخليفة بذلك، فأمر عثمان بجمع المصحف على حرفٍ واحد، وأرسل إلى حفصة بنت عمر بأن تسمح له باستخدام المصحف الذي بحوزتها ليجمع القرآن منه، وأمر عثمان بنسخ عدة من المصحف لتوحيد القراءة وأمر أن توزع على بلاد المسلمين، كما أمر بإعدام ما يخالف هذا المصحف.
شَكّل عثمان بن عفان لجنة لكتابة المصحف تضم: زيد بن ثابت وعبد الله بن الزبير وسعيد بن العاص وعبد الرحمن بن الحارث بن هشام، ثم دفع إلى زيد بن ثابت والقرشيين الثلاثة المصحف الذي كان عند حفصة بنت عمر، وأمرهم بنسخ مصاحف منها، وقال: «إذا اختلفتم أنتم وزيد بن ثابت في شيء من القرآن، فاكتبوه بلسان قريش، فإنما نزل بلسانهم». بُدئ في جمع ونسخ المصاحف في آخر سنة 24 هـ وأوائل سنة 25 هـ، ولم يُؤرخ في كتب المؤرخين المدة التي استغرقتها اللجنة في كتابة المصحف.
لمصحف عثمان الفضل العظيم في تيسير حفظ القرآن الكريم وتلاوته، ودرء الفتنة والخلاف الذي وقع بين القراء، ووأد استشراء اللحن في قراءة آيات القرآن الكريم. كما حفظ مصحف عثمان للمسلمين ترتيب السور والآيات على ما هي عليه الآن، بالإضافة لتوقيف القرآن على الرسم العثماني.

## خلفية تاريخية

### جمع القرآن في عهد النبي
كان النبي محمد قد اتخذ عددًا من كتاب الوحي وهم: الخلفاء الراشدين الأربعة وزيد بن ثابت وأبي بن كعب ومعاذ بن جبل ومعاوية بن أبي سفيان وغيرهم من الصحابة، وكان إذا نزل عليه شيئًا من الوحي أمر أحدهم بكتابته، ولم تكن أدوات الكتابة متوفرة عندهم، بل كانوا يكتبون على العُسُب (بضم العين والسين وهي السعفة أو جريدة النخل إذا يبست ونزع خوصها حيث يكتب على الطرف العريض) واللخاف (بكسر اللام وهي صفائح الحجارة الرقيقة) والرقاع (وتكون من الجلد أو الورق) والكرانيف (أصل السعفة الغليظ الملتصق بجذع النخلة) والأكتاف (عظام أكتاف الأبل) وقطع الأديم (جلد الحيوانات) والأقتاب (وهو الخشب الذي يوضع على ظهر البعير ليركب عليه).
روى عثمان بن عفان أن رسول الله كان إذا نزل عليه شيئاً من القرآن يدعوا بعض من كان يكتبه فيقول: «ضعوا هذه في السورة التي يذكر فيها كذا وكذا». من أهم ماكان يميز جمع القرآن في عهد النبي أنه كان يكتب على الأحرف السبعة، وأنه كان مرتب الآيات أما السور فكان في ترتيبها اختلاف، ولم يكن مجموعًا في مصحفٍ واحد، بل كان متفرقًا في الرقاع والأكتاف، وفيها يقول زيد بن ثابت: «قبض النبي ولم يكن القرآن جُمع في شيء».

### جمع القرآن في عهد أبو بكر
توفي النبي محمد والقرآن الكريم لم يُجمع في مصحف واحد مكتوب، وإنما كان متفرقًا في الصدور والألواح ونحوها من وسائل الكتابة، حيث لم تكن ثمة دواع في حياة النبي استدعت جمع القرآن في مصحف واحد. بعد أن تولى أبو بكر الصديق الخلافة كان هناك من الأسباب والبواعث التي دفعت الصحابة إلى القيام بجمع القرآن في الصحف، وكان من أهم هذه الأسباب معركة اليمامة التي قُتِل فيها عدد كبير من الصحابة، وكان من بينهم عدد كبير من القراء، مما دفع عمر بن الخطاب إلى أن يذهب إلى أبي بكر ويطلب منه الإسراع في جمع القرآن وتدوينه، حتى لا يذهب القرآن بذهاب حفاظه، وهذا الذي فعله أبو بكر الصديق بعد أن تردد في البداية في أن يعمل شيئًا لم يفعله الرسول.

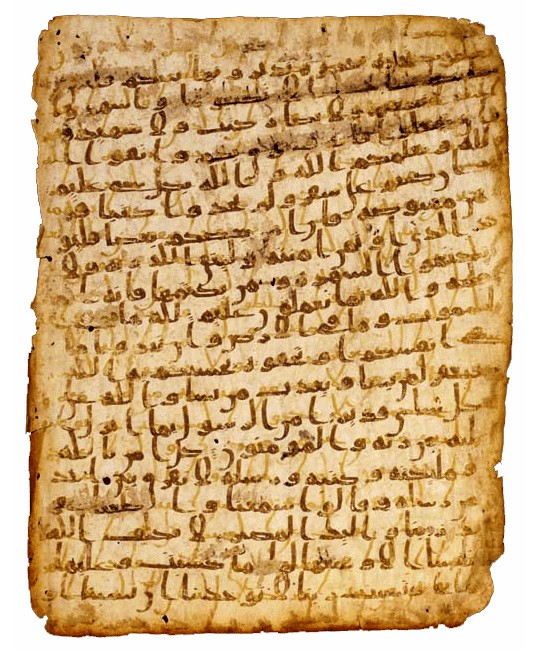
نموذج للورق الرقّي الذي كان يكتب عليه القران في القرون الهجرية الأولى.

دلت الروايات على أن أول من أمر بجمع القرآن من الصحابة هو أبو بكر الصديق عن مشورة من عمر بن الخطاب، وأن الذي قام بهذا الجمع هو زيد بن ثابت، فقد روى البخاري عن زيد أنه قال: «أرسل إلي أبو بكر مقتل أهل اليمامة وعنده عمر، فقال أبو بكر: إن عمر أتاني فقال إن القتل قد استحر -أي اشتد وكثر- يوم اليمامة بالناس، وإني أخشى أن يستحر القتل بالقراء في المواطن، فيذهب كثير من القرآن، إلا إن تجمعوه، وإني لأرى أن تجمع القرآن، قال أبو بكر: قلت لعمر كيف أفعل شيئًا لم يفعله رسول الله صلى الله عليه وسلم، فقال عمر: هو والله خير، فلم يزل عمر يراجعني فيه حتى شرح الله صدري، ورأيت الذي رأى عمر. قال زيد: وعمر عنده جالس لا يتكلم، فقال أبو بكر: إنك رجل شاب عاقل ولا نتهمك، كنت تكتب الوحي لرسول الله صلى الله عليه وسلم، فتتبع القرآن فاجمعه. فوالله لو كلفني نقل جبل من الجبال ما كان أثقل علي مما أمرني به من جمع القرآن، قلت: كيف تفعلان شيئًا لم يفعله النبي صلى الله عليه وسلم، فقال أبو بكر: هو والله خير، فلم أزل أراجعه حتى شرح الله صدري للذي شرح الله له صدر أبي بكر وعمر، فقمت فتتبعت القرآن أجمعه من الرقاع والأكتاف والعُسب وصدور الرجال، وكانت الصحف التي جُمع فيها القرآن عند أبي بكر حتى توفاه الله، ثم عند عمر حتى توفاه الله، ثم عند حفصة بنت عمر».
كان الصحابة لديهم مصاحف كَتبوا فيها القرآن أو بعضه قبل جمع أبو بكر الصديق لها، إلا أن هذه المصاحف كانت جهودًا فردية لم تنل ما ناله مصحف أبو بكر الصديق من دقة البحث والتحري وبلوغه حد التواتر والإجماع من الصحابة، ثم شرع زيد في جمع القرآن من الرقاع واللخاف والعظام والجلود وصدور الرجال، وأشرف عليه وعاونه في ذلك أبو بكر وعمر وكبار الصحابة، وقد روى عروة بن الزبير قال: «لما استحرَّ القتل بالقراء يومئذ، فرِقَ أبو بكر على القرآن أن يضيع -أي خاف عليه- فقال لعمر بن الخطاب وزيد بن ثابت: اقعدا على باب المسجد، فمن جاءكم بشاهدين على شيء من كتاب الله فاكتباه».
ذكر البخاري والترمذي أن أبو بكر الصديق قرن مع زيد بن ثابت ثلاثة من قريش هم: سعيد بن أبي العاص وعبد الرحمن بن الحارث وعبد الله بن الزبير، فلما جمعوا القرآن في الصحف أخذها أبو بكر فكانت عنده إلى أن مات، ثم عند عمر إلى أن مات، فجعلت عند حفصة بنت عمر، فلما كانت خلافة عثمان اختلفت الناس في القراءة. قال السيوطي: «أول من جمع القرآن وسماه مصحفًا أبو بكر الصديق رضي الله عنه».

## المُصْحَف العُثْمانِي

### أسباب الجمع
يُعد جمع الخليفة عثمان بن عفان للقرآن الكريم هو الجمع الثاني في عهد الخلفاء الراشدين. عندما اتسعت الفتوحات الإسلامية انتشر الصحابة في البلاد المفتوحة يعلمون أهلها القرآن وعلوم الدين، وكان كل صحابي يُعلم طلابه بالحرف الذي تلقاه من الأحرف السبعة، فكان أهل الشام يقرأون بقراءة أبي بن كعب، فيقرأون بما لم يسمع أهل العراق، وكان أهل العراق يقرأون بقراءة عبد الله بن مسعود، فيقرأون بما لم يسمع أهل الشام، فيكفر بعضهم بعضًا. روى ابن الجزري: «فنحن نقطع بأن كثير من الصحابة رضوان الله عليهم كانوا يقرؤون بما خالف رسم المصحف العثماني قبل الإجماع عليه، من زيادة كلمة أو أكثر، وإبدال أخرى بأخرى، ونقص بعض الكلمات كما ثبت في الصحيحين وغيرها، ونحن اليوم نمنع من يقرأ بها في الصلاة وغيره منع تحريم لا منع كراهة، ولا إشكال في ذلك. ومن نظر أقوال الأولين علم حقيقة الأمر».
| «أنتم عندي تختلفون فيه فتلحنون فمن نأى عني من الأمصار أشد فيه اختلافًا وأشد لحنًا اجتمعوا يا أصحاب محمد واكتبوا للناس إمامًا» |
| — عثمان بن عفان |

عندما اتجه جيش المسلمين لفتح أرمينية وأذربيجان كان الجنود من أهل العراق والشام، فكان الشقاق والنزاع يقع بينهم، ورأى حذيفة بن اليمان اختلافهم في القراءة وبعض ذلك مشوب باللحن مع إلفِ كل منهم لقراءته، واعتياده عليها واعتقاده أنها الصواب، وما هداها تحريف وضلال حتى كفر بعضهم بعضًا، فأفزع هذا حذيفة وقال: والله لأركبن إلى أمير المؤمنين، وكان عثمان قد رأى نحو هذا في المدينة، فقد كان المعلم يعلم بقراءة، والمعلم الآخر يعلم بقراءة، فجعل الصبيان يلتقون فينكر بعضهم قراءة الآخر، فبلغ ذلك عثمان، فقال خطيبًا: «أنتم عندي تختلفون فيه فتلحنون فمن نأى عني من الأمصار أشد فيه اختلافًا وأشد لحنًا، اجتمعوا يا أصحاب محمد، واكتبوا للناس إمامًا»، فلمّا جاء حذيفة إلى عثمان وأخبره بما جرى تحقق عند عثمان ما توقعه، روى البخاري عن أنس بن مالك أنه قال: «إن حذيفة بن اليمان قدم على عثمان وكان يغازي أهل الشام في فتح أرمينية وأذربيجان مع أهل العراق، فأفزع حذيفة اختلافهم في القراءة فقال حذفة لعثمان: يا أمير المؤمنين أدرك هذه الأمة قبل أن يختلفوا في الكتاب اختلاف اليهود والنصارى، فأرسل عثمان إلى حفصة أن أرسلي إلينا بالصحف ننسخها في المصاحف ثم نردها إليك، فأرسلت بها حفصة إلى عثمان».
ذكر ابن عطية الأندلسي أن الصحف التي جمعت في عهد أبي بكر بقيت عنده ثم عند عمر بن الخطاب بعده، ثم عند حفصة بنته في خلافة عثمان، وانتشرت في خلال ذلك صحف في الآفاق كتبت عن الصحابة كمصحف عبد الله بن مسعود، وما كتب عن الصحابة بالشام، ومصحف أُبي بن كعب وغير ذلك، وكان في ذلك اختلاف حسب الأحرف السبعة التي أُنزل القرآن عليها، فلما قدم حذيفة من غزوة أرمينية انتدب عثمان لجمع المصحف.

### جمع المصحف
لما سمع عثمان بن عفان ما سمع وما أخبر به حذيفة بن اليمان، استشار الصحابة فيما يفعل، فقد روى ابن حجر العسقلاني عن علي بن أبي طالب قال:«يا أيها الناس لا تغلوا في عثمان ولا تقولوا له إلا خيرًا في المصاحف.. فوالله ما فعل الذي فعل في المصاحف إلا عن ملأ منّا جميعًا، قال: ما تقولون في هذه القراءة، قد بلغني أن بعضهم يقول إن قراءتي خير من قراءتك، وهذا يكاد أن يكون كفرًا، قلنا: فما ترى، قال: نرى أن نجمع الناس على مصحف واحد فلا تكون فرقة ولا يكون اختلاف، قلنا: فنعم ما رأيت.. قال على: والله لو وليت لفعلت مثل الذي فعل». اختار عثمان لمهمة نسخ المصاحف أربعة هم: زيد بن ثابت، وعبد الله بن الزبير وسعيد بن العاص وعبد الرحمن بن الحارث بن هشام، وهؤلاء الثلاثة من قريش، وقد سأل عثمان الصحابة: «من أكتب الناس، قالوا: كاتب رسول الله زيد بن ثابت، قال فأي الناس أعرب، قالوا: سعيد بن العاص، قال عثمان فليمل سعيد وليكتب زيد». وقيل أن عثمان اختار اثني عشر رجلًا من قريش والأنصار فيهم أبي بن كعب وزيد بن ثابت وغيرهم. ولا يوجد تعارض بين الروايتين، وما هو ثابت هو أن أعضاء لجنة كتابة المصحف هم الأربعة، ويظهر أن عثمان بن عفان لم يكتف بهولاء الأربعة بل كان يضم إلى معاونتهم من يكون عنده علم بالقرآن يعاونهم في كتابته.
بعد أن اتفق عثمان مع الصحابة على جمع القرآن على حرفٍ واحد، سلك منهجه وطريقته في جمع المصحف وتمثلت هذه الطريقة في:
- أن عثمان خطب في الناس فقال: «أيها الناس، عهدكم بنبيكم منذ ثلاث عشرة وأنتم تمترون في القرآن، وتقولون قراءة أبي وقراءة عبد الله، يقول الرجل: والله ما تقيم قراءتك فأعزم على كل رجل منكم ما كان معه من كتاب الله شيء لما جاء به، فكان الرجل يجيء بالورقة والأديم فيه القرآن، حتى جمع من ذلك كثرة، ثم دخل عثمان فدعاهم رجلا رجلا فناشدهم لسمعت رسول الله صلى الله عليه وسلم وهو أملاه عليك، فيقول: نعم، فلما فرغ من ذلك عثمان قال: من أكتب الناس، قالوا: كاتب رسول الله صلى الله عليه وسلم زيد بن ثابت، قال: فأي الناس أعرب، قالوا: سعيد بن العاص، قال عثمان: فليمل سعيد وليكتب زيد، فكتب زيد، وكتب مصاحف ففرقها في الناس، فسمعت بعض أصحاب محمد يقول: قد أحسن».[24]
- أرسل عثمان إلى أم المؤمنين حفصة بنت عمر أن أرسلي إلينا بالصحف ننسخها في المصاحف ثم نعيدها إليك، فأرسلت بها إليه، وهي الصحف التي جمعت في عهد أبي بكر الصديق.
- دفع عثمان إلى زيد بن ثابت والقرشيين الثلاثة المصحف الذي كان عند حفصة، وأمرهم بنسخ مصاحف منها، وقال عثمان للقرشيين الثلاثة: «إذا اختلفتم أنتم وزيد بن ثابت في شيء من القران، فاكتبوه بلسان قريش، فإنما نزل بلسانهم».[25]
- إذا كان في آية أكثر من قراءة تكتب الآية خالية من أية علامة تقصر النطق بها على قراءة واحدة، فتكتب برسم واحد يحتمل القراءتين أو القراءات فيها جميعًا، مثل: كلمة (فَتَبَيَّنُوا) التي قرئت أيضًا (فتثبتوا)، وكلمة (نُنشِزُهَا) قرئت أيضًا (ننشرها). أما إذا لم يكن رسمها بحيث تحيث تحتمل القراءات فيها، فتكتب في بعض المصاحف برسم يدل على قراءة، وفي مصاحف أخرى برسم يدل على القراءة الأخرى، مثل: (وَوَصَّى بِهَا إبرَهِيم) هكذا تكتب في بعض المصاحف، وفي بعضها (وأوصى)، أما المثال الآخر (وَسَارِعُوا إلَى مَغفِرَةٍ مِن رَّبِّكُم) بواو قبل السين في بعض المصاحف، وفي بعضها بحذف الواو.[26]

بعد الفراغ من نسخ المصاحف بعث عثمان بنسخ منها إلى الأمصار والبلاد الإسلامية، حيث نشط المسلمون في نسخ مصاحف منها للأفراد، وكان زيد بن ثابت في المدينة يتفرغ في رمضان من كل سنة لعرض المصاحف فيعرض الناس مصاحفهم عليه وبين يديه مصحف أهل المدينة.

### مميزات المصحف
امتاز مصحف عثمان بعدة مميزات هي:

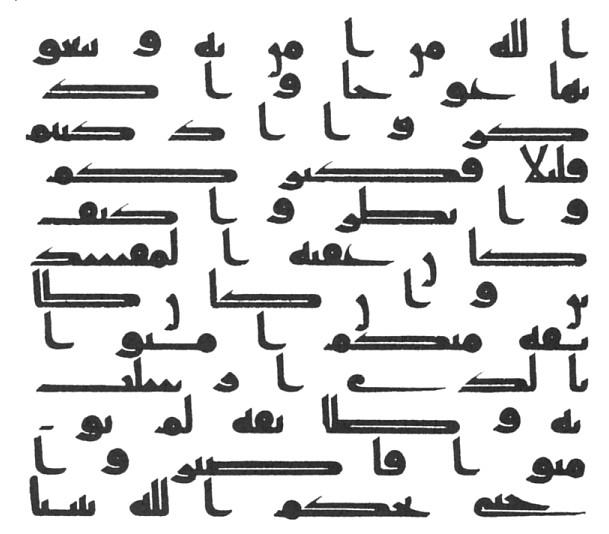
نموذج من مخطوطات صنعاء لما كان عليه المصحف العثماني إذ يتضح خُلُوه من النقط والتشكيل.

- الاقتصار على حرف واحد من الأحرف السبعة: قال ابن القيم: «جمع عثمان رضي الله عنه الناس على حرف واحد من الأحرف السبعة التي أطلق لهم رسول الله القراءة بها لمَّا كان ذلك مصلحة».[29]
- إهمال ما نسخت تلاوته: كان مقصد عثمان بن عفان جمع الناس على مصحف لا تقديم فيه ولا تأخير ولا تأويل أثبِتَ مع تنزيل، ولا منسوخ تلاوته كُتب مع مثبت رسمه، ومفروض قراءته وحفظه، خشية دخول الفساد والشبهة على من يأتي بعده.[30]
- الاقتصار على ما ماثبت في العرضة الأخيرة وإهمال ماعداه: روى أبو بكر بن أبي داود في كتاب المصاحف من حديث محمد بن سيرين عن كثير بن مفلح: «لما أراد عثمان أن يكتب المصاحف جمع له اثني عشر رجلًا من قريش والأنصار فيهم أبي بن كعب، وزيد بن ثابت، قال فبعثوا إلى الرَّبعة التي في بيت عمر فجيء بها، قال وكان عثمان يتعاهدهم فكانوا إذا تدارؤوا في شيء أخروه، قال محمد: قلت لكثير وكان منهم فيمن يكتب: هل تدرون لم كانوا يؤخرونه، قال لا، قال محمد: فظننت ظنًا أنما كانوا يؤخرونها لينظروا أحدثهم عهدًا بالعرضة الأخيرة فيكتبونها على قوله».[31]
- الاقتصار على القراءات الثابتة المعروفة عن الرسول وإلغاء ما لم يثبت.
- رُتبت الآيات والسور على الوجه المعروف الآن: قال الحاكم النيسابوري: «إن جمع القران لم يكن مرة واحدة، فقد جمع بعضه بحضرة الرسول، ثم جمع بعضه بحضرة أبي بكر الصديق، والجمع الثالث هو ترتيب السور وكان في خلافة أمير المؤمنين عثمان بن عفان رضي الله عنهم أجمعين».[32]

### إنفاذ المصاحف
بعد أن أتمت اللجنة نسخ المصاحف، أنفذ عثمان بن عفان إلى آفاق العالم الإسلامي بنسخ منها، وأرسل مع كل مصحف من يوافق قراءته، فأمر زيد بن ثابت أن يقريء بالمصحف المدني، وبعث عبد الله بن السائب مع المصحف المكي، والمغيرة بن أبي شهاب مع المصحف الشامي، وأبا عبد الرحمن السلمي مع المصحف الكوفي، وعامر بن عبد القيس مع المصحف البصري، وتلقى المسلمون في كل قطر من أقطار الإسلام قراءة إمامهم، وتفرغ قوم منهم بضبط القراءات حتى صاروا أئمة يرحل إليهم. وبهذا يُعرف كيفية انتشار هذه المصاحف، لإن الاعتماد في نقل القرآن على التلقي من صدور الرجال ثقةً عن ثقةٍ وإماماً عن إمام إلى النبي محمد، لذلك اختار عثمان حفاظًا يثق بهم وانفذهم إلى الأقطار الإسلامية واعتبر هذه المصاحف أصولاً ثواني، وتوثيقًا للقرآن ولجمع كلمة المسلمين فكان يرسل إلى كل إقليم مصحفه مع من يوافق قراءته في الأكثر الأغلب.

### موافقة الصحابة للمُصحف
بعد أن أنفذ عثمان بن عفان المصاحف أمر بما سوى مصحفه أن يحرق، وبعث إلى أهل الأمصار إني قد صنعت كذك وكذا ومحوت ما عندي فامحوا ما عندكم. وقد رضي الصحابة ما صنع عثمان وأجمعوا على سلامته وصحته، وقال زيد بن ثابت: «فرأيت أصحاب محمد يقولون: أحسن والله عثمان، أحسن والله عثمان». وروى أبو بكر بن أبي داود عن مصعب بن سعد قال: «أدركت الناس متوافرين حين حرَّق عثمان المصاحف فأعجبهم ذلك وقال: لم يُنكر ذلك منهم أحد». وروى سويد بن غفلة قال: قال علي بن أبي طالب: «لا تقولوا في عثمان إلا خيرًا، فوالله ما فعل الذي فعل في المصاحف إلا عن ملأ منا»، وقال ابن أبي داود قال علي في المصاحف: «لو لم يصنعه عثمان لصنعته».
لم يُنقل عن أحد من الصحابة خلاف أو معارضة لما فعل الخليفة عثمان بن عفان، إلا ما روي من معارضة عبد الله بن مسعود، ولم تكن معارضته بسبب حصول تقصير في الجمع أو نقص أو زيادة، وإنما جاءت معارضته لعدم تعيينه مع أعضاء لجنة نسخ المصاحف، ولهذا قال: «أُعزل عن نسخ المصاحف وتولاها رجل والله لقد أسلمت وإنه لفي صُلب رجلٍ كافرٍ». وروى الترمذي عن ابن شهاب قال: «فبلغني أن ذلك كرهه من مقالة ابن مسعود رجال من أفاضل أصحاب النبي صلى الله عليه وسلم»، وقد دافع الفقيه أبو بكر الأنباري عن اختيار زيد فقال: «ولم يكن الاختيار لزيد إلا أن زيدًا كان أحفظ للقرآن من عبد الله إذ وعاه كله ورسول الله صلى الله عليه وسلم حي، ولا ينبغي أن يظن جاهل أن في هذا طعنًا على عبد الله بن مسعود، لأن زيدًا إذا كان أحفظ للقرآن منه فليس ذلك موجبًا لتقدمته عليه، لأن أبا بكر وعمر رضي الله عنهما كان زيد أحفظ منهما للقرآن وليس هو خيرًا منهما ولا مساويًا لهما في الفضائل والمناقب، وما بدا عن عبد الله بن مسعود من نكير فشيء نتجه الغضب، ولا يعمل به ولا يؤخذ به، ولا يشك في أنه رضي الله عنه قد عرف بعد زوال الغضب عنه حسن اختيار عثمان ومن معه من أصحاب رسول الله صلى الله عليه وسلم وبقي على موافقتهم وترك الخلاف لهم»، وأكد الذهبي على ماقاله الأنباري فقال: «وقد ورد أن ابن مسعود رضي وتابع عثمان ولله الحمد»، وقال ابن كثير: «وإنما روي عن عبد الله بن مسعود شيء من الغضب، بسبب أنه لم يكن ممن كتب المصاحف.. ثم رجع ابن مسعود إلى الوفاق».
أما ما يتعلق بجواز الصحابة ترك الأحرف الستة التي أمر الرسول قراءة القرآن بها، واقتصارهم على حرف واحد، فقد علل ابن القيم جمع الناس على حرف واحد وقال: «فلما خاف الصحابة رضي الله عنهم على الأمة أن يختلفوا في القرآن ورأوا أن جمعهم على حرف واحد أسلم وأبعد من وقوع الاختلاف، فعلوا ذلك ومنعوا الناس من القراءة بغيره، وهذا كما لو كان للناس عدة طرق إلى البيت، وكان سلوكهم في تلك الطرق يوقعهم في التفرق والتشتيت ويطمع فيهم العدو، فرأى الإمام جمعهم على طريق واحد، فترك بقية الطرق جاز ذلك، ولم يكن فيه إبطال لكون تلك الطرق موصلة إلى المقصود وإن كان فيه نهي عن سلوكه لمصلحة الأمة».

## عدد المصاحف المنسوخة
اخْتُلِفَ في عدد النسخ التي كتبها عثمان إلى خمسة أقوال:
- قيل إنها أربع نسخ: قال أبو عمرو الداني: «أكثر العلماء على أن عثمان بن عفان رضي الله عنه لما كتب المصحف جعله على أربع نسخ، وبعث إلى كل ناحية من النواحي بواحدة منهن، فوجه إلى الكوفة إحداهن وإلى البصرة أخرى وإلى الشام الثالثة، وأمسك عند نفسه واحدة».[42]
- قيل إنها خمس نسخ: قال السيوطي: «أُختُلف في عدة المصاحف التي أرسل بها عثمان إلى الآفاق، المشهور أنها خمسة».[42]
- قيل إنها ستة.[43]
- قيل إنها سبع نسخ: روى ابن أبي داود عن أبي حاتم السجستاني قال: «لما كتب عثمان المصاحف حين جمع القرآن كتب سبعة مصاحف فبعث واحدا إلى مكة وآخر إلى الشام وآخر إلى اليمن، وآخر إلى البحرين، وآخر إلى البصرة، وآخر إلى الكوفة، وحبس بالمدينة واحدًا».
- قيل إنها ثمانية.[43]

يميل جمهور الباحثين إلى الأخذ بالرأي القائل بأن المصاحف كانت ستة، كما أن هناك إجماع من المؤرخين القدامى والمحدثين على أن أربعة مصاحف اختصت بها المدينة ودمشق والكوفة والبصرة، وأن هناك خلاف على مصاحف اليمن والبحرين ومكة ومصر. كانت المصاحف المنسوخة كلها مكتوبة على الورق الكاغد، إلا المصحف الذي خص به عثمان بن عفان نفسه فقد قيل: إنه كتب على رق الغزال. المصاحف المدنية والمكية كانت تسمي بالمصاحف الحجازية عند أهل الرسم، والمصاحف الكوفية والبصرية هما المرادان بالمصاحف العراقية عند أهل الرسم أيضاً، وأما المصحف السادس فهو المصحف الشامي. وأما أصل كل هذه المصاحف فهو مصحف الإمام الذي احتفظ به الخليفة عثمان بن عفان، ولا اختلاف بين النسخ المرسلة إلى الأمصار الإسلامية، لأن الحكم هو أنها صورة لنسخة واحدة، وكان مصحف الإمام هو المرجع الأول في الدولة الإسلامية، ترجع إليه كل المصاحف وهو الحاكم عليها.

### خبر هذه المصاحف
ذكر بعض المؤرخين القدامى رؤيتهم لبعض هذه المصاحف، وممن ذكر رؤيته لبعضها ابن جبير (ت: 614 هـ) حين زار الجامع الأموي في دمشق ورأى في الركن الشرقي من المقصورة الحديثة في المحراب خزانة كبيرة فيها مصحف من مصاحف عثمان، وهو المصحف الذي وجه به إلى الشام كما قال، وقد زار المسجد أيضًا ابن بطوطة (ت: 779 هـ) فقال: «وفي قبلة المسجد المقصورة العظمى التي يؤم فيها إمام الشافعية وفي الركن الشرقي منها إزاء المحراب خزانة كبيرة فيها المصحف الكريم الذي وجه أمير المؤمنين عثمان بن عفان رضي الله عنه إلى الشام»، ورأى النسخة نفسها ابن كثير (ت: 774 هـ) حيث قال: «وأما المصاحف العثمانية الأئمة فأشهرها اليوم الذي في الشام بجامع دمشق عند الركن شرقي المقصورة المعمورة بذكر الله، وقد كان قديمًا في طبرية، ثم نقل منها إلى دمشق في حدود ثماني عشرة وخمس مائة، وقد رأيته كتابًا جليلًا عظيمًا ضخمًا بخط حسن مبين قوي بحبر محكم في رق أظنه من جلود الإبل والله أعلم»، كما ذكر ابن بطوطة أنه رأى في مسجد علي بن أبي طالب في البصرة المصحف الذي كان عثمان يقرأ فيه لما قتل، وأثر تغيير الدم في الورقة التي فيها قوله تعالى: (فَسَيَكْفِيكَهُمْ اللَّهُ وَهُوَ السَّمِيعُ الْعَلِيمُ)، ورُوي أن ابن الجزري وشهاب الدين أحمد بن فضل الله العمري قد رأيا كلاهما المصحف الشامي نفسه في الجامع الأموي، ورأى ابن الجزري مصحفًا في مصر.
ويبدو أن المصحف الشامي ظل محفوظًا في الجامع الأموي إلى أوائل القرن الرابع عشر الهجري حيث قيل إنه احترق، فقد قال المفكر السوري محمد كرد علي في حديثه عن الجامع الأموي: «حتى إذا كانت سنة 1310 هـ، سرت النار إلى جذوع سقوفه فالتهمتها في أقل من ثلاث ساعات فدثر آخر ما بقي من آثاره، ورياشه وحرق فيه مصحف كبير بالخط الكوفي كان جيء به من مسجد عتيق في بُصرى، وكان الناس يقولون إنه المصحف العثماني»، وقيل إن هذا المصحف أمسى زمنًا في حوزة قياصرة الروس في دار الكتب في لينينغراد ثم نقل إلى إنجلترا. كما أن هناك مصاحف أثرية تحتويها خزائن الكتب والآثار في مصر، ومنها المصحف المحفوظ في خزائن الآثار بالمسجد الحسيني، ويقال عنها إنها مصاحف عثمانية، وقد شكك كثيرًا العالم الأزهري محمد عبد العظيم الزرقاني بهذا، معللًا بأن فيها زركشة ونقوشًا موضوعة كعلامات للفصل بين السور ولبيان أعشار القرآن، ومعلوم أن المصاحف العثمانية كانت خالية من كل هذا.

## المصحف الإمام

تخطيط اسم عثمان بن عفان الذي أمر بجمع القران.

مصحف الإمام أو المصحف الإمام: هو المصحف المنسوب إلى الخليفة الراشد الثالث عثمان بن عفّان، ويطلق هذا الاسم على مصحف عثمان بن عفان الشخصي الذي احتفظ به لنفسه، ونُسخ منه المصاحف ووزعت في الأقطار الإسلامية. يقول محمد طاهر الكردي في تاريخ القرآن : «والمراد بالمصحف العثماني مصحف عثمان بن عفان رضي الله عنه الذي أمر بكتابته وجمعه، وكانوا يسمونه المصحف الإمام، وسبب هذه التسمية الإمام هي مقولة عثمان (يا أصحاب محمد اجتمعوا فاكتبوا للناس إماماً)». يقول السيوطي: «أن عدد النسخ التي انتسخت من المصحف العثماني الذي جمعه الخليفة الراشد عثمان بن عفان رضي الله عنه ليجمع عليه الأمة تفادياً للخلاف والفرقة في الدين، وأجمع الصحابة على أنه تضمن جميع الصحف التي كان الصديق قد جمعها في عهده بمشورة من عمر رضي الله عنه، وتركها عمر عند بنته حفصة رضي الله عنها: عدد هذه النسخ سبع، أرسل منها نسخة إلى مكة، وواحدة إلى الشام، والثالثة إلى اليمن، والرابعة إلى البحرين، والخامسة إلى البصرة، والسادسة إلى الكوفة، وحبس واحدة بالمدينة، وهذه المصاحف الموجودة اليوم بأيدي الناس في مشارق الأرض ومغاربها صادرة عنها، ولا يوجد أي جمع بعد هذا الجمع، وجميع أوجه القراءة مطبقة على هذه المصاحف».
ولا يمكن فيما يتعلق بوصف المصحف الإمام العثماني أن نقف على وصف دقيق في الوقت الحاضر، وذلك بسبب تعدد الروايات واختلافها حول مصير المصحف العثماني أو المصاحف العثمانية الأصلية، وقد رُوي أن أبو عبيد القاسم بن سلام رأي مصحف عثمان المنقوط بدمه وشاهد آثار الدماء بصفحات منه، ويقول: «رأيت الإمام مصحف عثمان بن عفان رضي الله عنه وأرضاه في شهر ربيع الأول سنة 223 هـ فشبرتُ طول المصحف فإذا في الورقة ثمانية وعشرون سطراً، ورأيت أثر دم فيه كثيراً في أوراق من المصحف كثيرة، بعض الورق قدر نصف الورقة وبعضه قدر الثلث وفي بعض الورق أقل وأكثر ورأيت عظم الدم نفسه في سورة النجم»، ويقول صاحب كتاب سمير الطالبين: «كتبت المصاحف العثمانية على الترتيب المكتوب في اللوح المحفوظ بتوقيف جبريل عليه السلام للنبي صلي الله عليه وسلم على ذلك وإعلامه عند نزول كل أية بموضعها، مجردة من النقط والشكل، والذي عليه الجماهير من السلف والخلف أنها مشتملة على ما يحتمله رسمها من الأحرف السبعة جامعة للعرضية الأخيرة التي عرضها الرسول صلى الله عليه وسلم على جبريل عليه والسلام ولم تترك حرفاً منها».

### مصحف عثمان الشخصي
ويجب التفريق بين المصاحف التي أرسلها الخليفة عثمان بن عفان إلى الأمصار الإسلامية ومن بينها مصحف المدينة، وبين مصحفه الخاص الذي كان يقرأ فيه يوم قتل عام 35 هـ، وهو الذي قيل أنه خطه بيمينه ، يذكر السجستاني عن إياس بن صخر بن أبي الجهم: «أن مصحف عثمان الإمام الخاص به، كان يخالف مصاحف أهل المدينة في اثني عشر حرفًا، منها: في البقرة (ووصى بها إبراهيم) بغير ألف، وفي آل عمران (وسارعوا إلى مغفرة) بالواو، وفي المائدة (ويقول الذين آمنوا) بواو، وفيها أيضا من (يرتد منكم) بدال واحدة، وفي براءة (والذين اتخذوا مسجدا) بواو، وفي الكهف (لأجدن خيرا منها منقلبا) واحد، وفي الشعراء (وتوكل على العزيز) بالواو، وفي المؤمن (أو أن يظهر) وفي الشورى (فبما كسبت) بالفاء، وفي الزخرف (وفيها ما تشتهي الأنفس) بغير هاء،  وفي الحديد (فإن الله هو الغني الحميد) بهو، وفي الشمس وضحاها (ولا يخاف عقباها) بالواو».
ظل مصحف عثمان الشخصي معه حتى كانت فتنة مقتل عثمان، وتجمع الروايات على أن عثمان عندما أقدم بعض المحاصرين لداره على اقتحامه، أخذ مصحفه ووضعه على حجره ليتحرم به ويقرأ منه، ثم فاجأه الثوار بالهجوم وتقدم أحدهم وسل سيفه وهوى به عليه، فأكبت زوجته نائلة بنت الفرافصة واتقت السيف بيدها، فقطع السيف أصابعها، ومضى السيف في حبل عاتق عثمان فقتله على الفور. استشهد عثمان وهو يتلو القران في مصحفه الخاص، واصطبغت بضع صفحات منه بقطرات من دمائه، وكان لهذه القطرات من الدماء أعظم الأثر فيما حظي به هذا المصحف من أهمية عظمى بين المصاحف العثمانية إلى حد أن بلغت حد القدسية، ودفعت المساجد الكبرى في العالم الإسلامي إلى التنازع على اقتنائه والتهافت عى حيازته للتبرك به. كان المصحف الإمام الذي كان عثمان بن عفان يقرأ فيه ساعة استشهاده قد سالت عليه قطرات من دماء الخليفة عثمان، عندما وجأ كنانة بن بشر بن عتاب أذنه بمشاقص كانت في يده حتى دخلت في حلقه، وقد قطرت أول قطرة من دم عثمان على قوله تعالى: (فسيكفيكهم الله وهو السميع العليم)، وظل أثر الدم عليه لم يحك بعد وفاته.

#### تتبع أثره
روى السمهودي أن مصحف عثمان الذي كان يطالع فيه وقت استشهاده انتقل بعد وفاته إلى أحد شخصين كلاهما يحمل اسم خالد، يقول السمهودي: «وبلغني أن مصحف عثمان صار إلى خالد بن عمرو بن عثمان بن عفان»، في حين يروي السمهودي بروايةٍ أخرى فيقول: «وقد قال ابن قتيبة: كان مصحف عثمان الذي قتل وهو في حجره عند ابنه خالد ثم صار مع أولاده وقد درجوا». وأقرب الظن أن مصحف عثمان كان عند خالد بن عمرو بن عثمان، لأنه أقرب إلى معاوية بن أبي سفيان وبني أمية من خالد بن عثمان، بالإضافة إلى أنه كان يقيم مع أبيه في دار عثمان بن عفان نفسها، ويروي ابن عبد الملك المراكشي أن هذا المصحف المنقوط بدم عثمان قد ضاع بالمدينة في بعض الفتن الطارئة عليها، يقول مالك بن أنس: «إن مصحف عثمان بن عفان رضي الله عنه تغيب فلم نجد له خبرًا بن الأشياح»، ويروي ابن عبد الملك المراكشي أن شخصًا يدعى أبو بكر محمد بن أحمد بن يعقوب ذكر أنه سمع عن والده أحمد، رأى بخط جده يقول ما يؤكد أن هذا الجد يعقوب قد رأى الإمام (مصحف عثمان) بنفسه في العراق ويقول: «حدثني أبي: رأيت الإمام مصحف عثمان بن عفان رضي الله عنه وأرضاه في شهر ربيع الأول سنة 223 هـ، قد بعث به أبو إسحاق أمير المؤمنين وهو المعتصم بالله ابن أمير المؤمنين أبي جعفر هارون الرشيد لتجدد دفتاه ويحلى، فشبرت طول المصحف، فإذا هو شبران وأربع أصابع مفرقة، وعددت سطور بعض ورق المصحف، فإذا في الورقة ثمانية وعشرون سطرًا، ورأيت أثر دم فيه كثيرًا في أوراق من المصحف كثيرة، بعض الورق قدر نصف الورقة، وبعض قدر الثلث، وفي بعض الورق أقل وأكثر، وعلى أطراف كثير من الورق، ورأيت عظم الدم نفسه في سورة والنجم في أول الورقة كأنه دم عبيط أسود (وما أنزل الله بها من سلطان إن يتبعون إلا الظن وما تهوى الأنفس)، ثم بعده أيضًا، ورأيت أثر نقطة من دم على هذا الحرف (فسيكفيكهم الله)، فسألت الذي رأيت المصحف عنده: مالهذه دارسة، فقال: مما يمسح الناس أيديهم بها، ورأيت أثر مسح الأيدي بينًا».

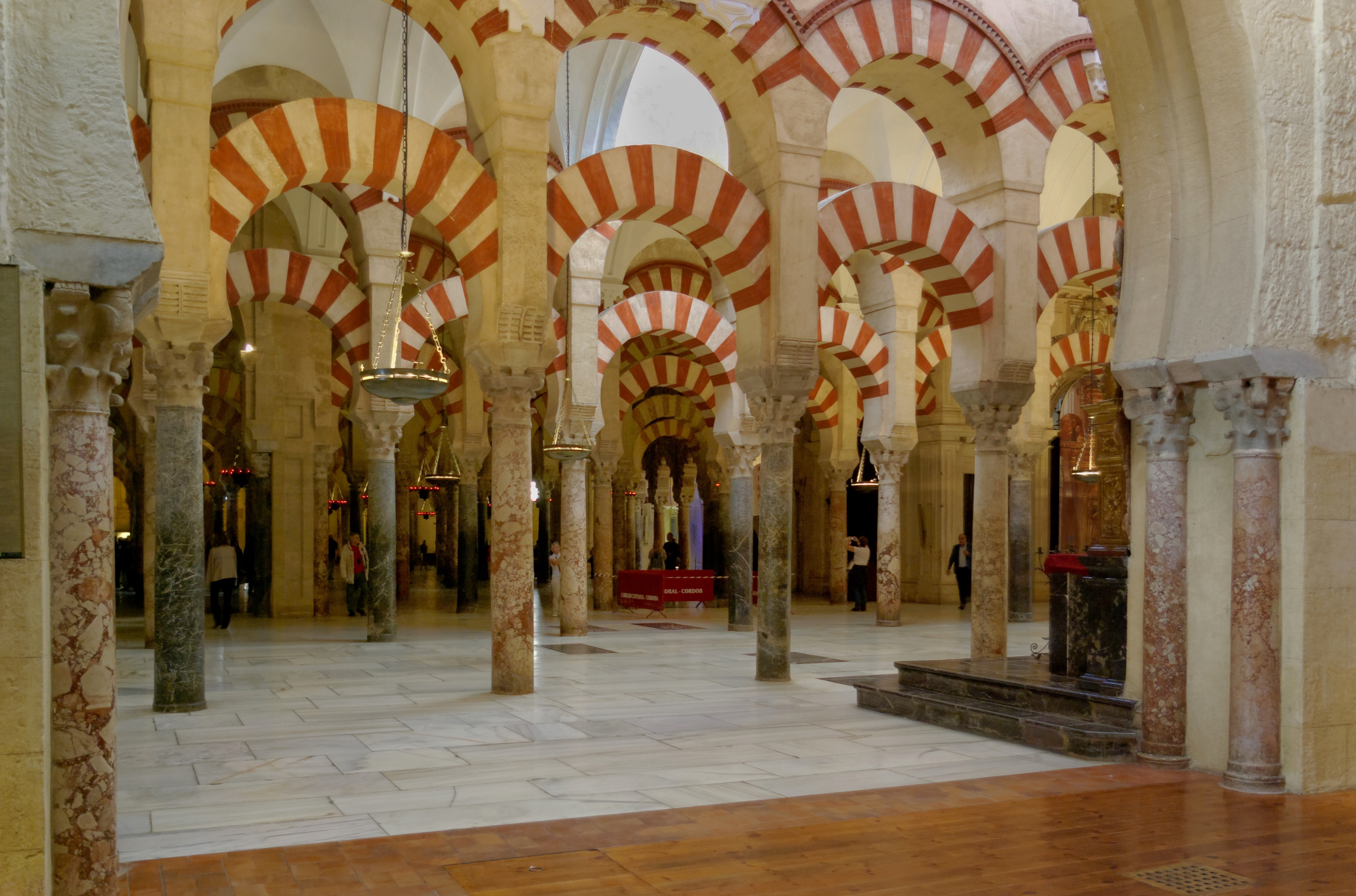
جامع قرطبة الذي يقال أن مصحف عثمان الشخصي كان محفوظًا في بيت منبره، في الفترة من القرن الثالث حتى القرن السادس الهجري.

وعن الفترة التي كان فيها المصحف مخفيًا حتى ظهوره عام 223 هـ، تقول المؤرخة سحر السيد أن مصحف عثمان بن عفان والمنقوط بدمه ظل محفوظًا في دار عثمان بالمدينة دار الهجرة، وذلك طوال العصر الأموي، وأنه تغيب عن المدينة في بداية العصر العباسي الأول ربما في الوقت الذي اقتحم فيه العباسيون المدينة سنة 169 هـ واستباحوها تمامًا. أي أن المصحف الإمام انتقل من المدينة في أوائل العصر العباسي الأول، وعلى وجه التحديد في سنة 169 هـ إلى بغداد، وهناك احتفظ به خلفاء الدولة العباسية في خزائنهم.
ثم ترجح كتب المؤرخين أن المصحف الإمام انتقل إلى الأندلس في عهد الأمير عبد الرحمن الأوسط (206 هـ - 238 هـ) فقد كان عبد الرحمن الأوسط يبعث تجارًا لشراء ذخائر العراق ونفائسها من كتب مشاهير الكتاب وتحف وقلائد، وليس بعيدًا أن يكون قد أرسل في طلب المصحف الإمام من العراق، ويؤكد ذلك ابن حيان القرطبي الذي روى أن الفتى حبيب الصقلبي دعا بعد وفاة عبد الرحمن الأوسط بالمصحف المنسوب إلى عثمان بن عفان، فاستحلف لمحمد وتوثق منه، ويذكر الإدريسي أن المصحف الموجود بجامع قرطبة هو مصحف أمير المؤمنين عثمان بن عفان، ومما خطه بيده، ويذكر المقري أن هذا المصحف كان مصحف عثمان بن عفان الذي يقرأ فيه لحظة استشهاده ويقول: «وكان بالجامع المذكور في بيت منبره، مصحف أمير المؤمنين عثمان بن عفان رضي الله عنه الذي خطه بيده، وعليه حلية ذهب مكللة بالدر والياقوت، وعليه أغشية الديباج وهو على كرسي من العود الرطب بمسامير الذهب». في حين يرى المؤرخَين ابن بشكوال وابن عبد الملك المراكشي أن المصحف الذي كان في جامع قرطبة لم يكن مصحف عثمان الشخصي، وإنما كان أحد المصاحف الأربعة التي أمر عثمان بنسخها وبعث بها إلى الأمصار الأربعة الكوفة والبصرة ومكة والشام.
اكتسب مصحف قرطبة هيبته وقدسيته من الورقات الأربعة التي انتزعت من من المصحف الأصلي الخاص بالخليفة عثمان، واصطبغت بنقاط من دمه يوم استشهاده وهو يقرأ فيه، ومن هنا عظم أهل الأندلس مصحفهم وبجلوه، واستمر الوضع على ماهو عليه حتى عصر الموحدين الذين خشوا على المصحف من الضياع في الأندلس بسبب تعرض قرطبة لغارات النصارى من جهة، ورغبتهم في الاحتفاظ به في خزائنهم في المغرب للتبرك به من جهة أخرى، فتم نقله من قرطبة إلى المغرب سنة 552 هـ. عندما نقل عبد المؤمن بن علي مصحف عثمان إلى المغرب، اعتنى به اعتناءً فائقًا، واحتفل بالاعتناء بكسوته وأبدلها، فبعد أن كانت من الجلد القاتم، كساه بصفائح الذهب المرصعة بالاليء والأحجار الكريمة من ياقوت وزمرد. استمر المصحف الإمام تحت عناية الموحدين حتى عام 646 هـ عندما ضعفت الدولة وقتل خليفتها إبراهيم بن علي بن المأمون، ووقع نهب في خزائن السلطان ونُهب المصحف الإمام، ثم دخل به ناهبوه تلمسان وعرضوه للبيع وقد ضاع منه بعض أوراقه، فلما علم أمير تلمسان يغمراسن بن زيان الزناتي انتزع المصحف من يد ناهبيه أمر بصيانته، ثم وقع مصحف الإمام غنيمة في أيدي البرتغاليين في معركة طريف التي دارت بين القشتاليين والمرينيين في 7 محرم 741 هـ الموافق 1340، وانتهت المعركة بهزيمة المرينيين، وبذل السلطان المريني جهدًا كبيرًا لاسترداد المصحف، فأرسل تاجرًا ليخلص المصحف بما يُطلب من مال، ونجح أبو علي الحسن بن جني في استرداد المصحف، واستمر المصحف محفوظًا في خزائن المرينيين، وكان ذلك آخر عهد به، ثم انقطعت أخباره منذ ذلك التاريخ.

## نُسخ أخرى

### مصحف طشقند

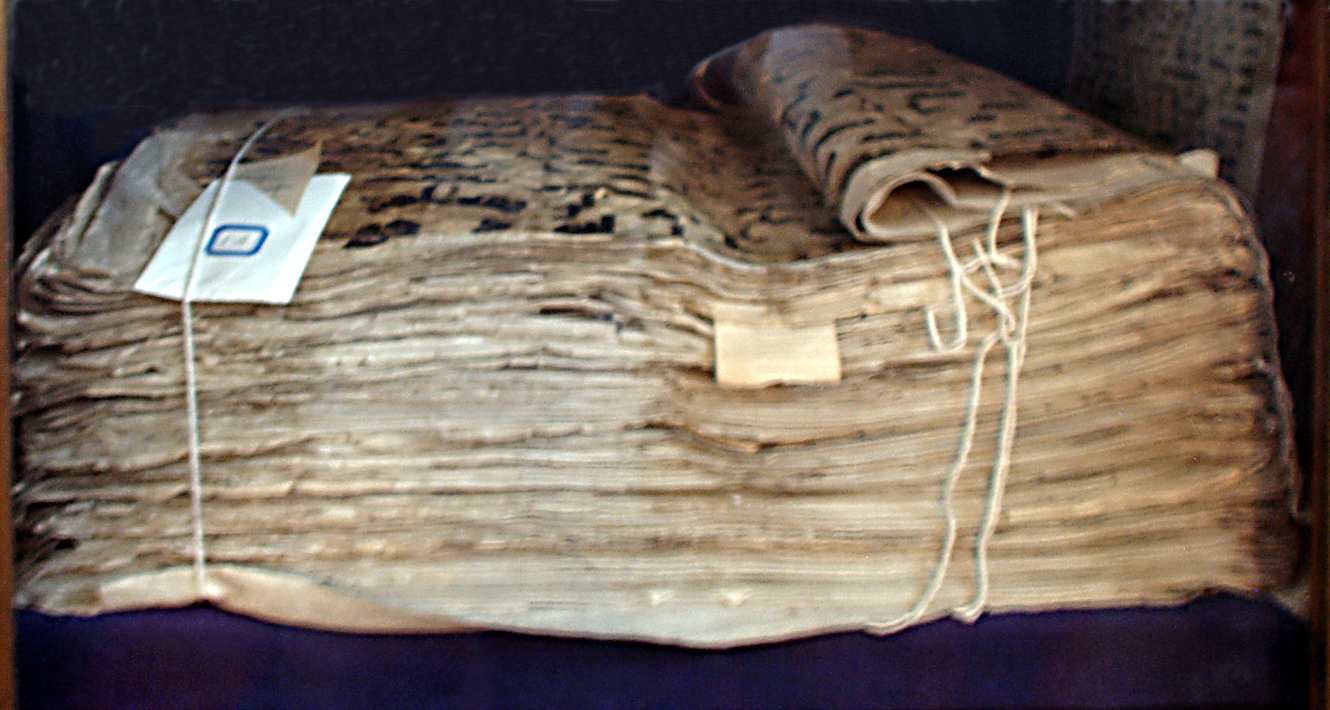
مصحف طشقند الذي يُدعى أنه مصحف عثمان الشخصي.

تحتفظ مكتبة الإدارة الدينية بطشقند بمصحف مكتوب على الرق، يدعون أنه مصحف عثمان بن عفان. يتميز المصحف بأنه خالي من النقط، وأن كل صفحة من صفحاته تحتوي على 12 سطرًا، وأن عدد ورقاته 353 ورقة قياسها (68 سم × 53 سم). كان المصحف محفوظًا قبل ذلك في مدينة سمرقند، وظل كذلك حتى عام 1869 عندما نقل إلى موضعه الحالي بطقشند. ساق المؤرخون في كيفية وصل المصحف إلى سمرقند طريقين، الأول: أن يكون المصحف قد وصل إلى سمرقند إبان حكم القبيلة الذهبية (621 هـ - 907 هـ) وأنه كان هدية من السلطان المملوكي ركن الدين بيبرس، الذي كان قد تزوج ابنة بركة خان، خان القبيلة الذهبية. الثاني: أن يكون هذا المصحف نفس المصحف الذي رآه ابن بطوطة عند زيارته للبصرة، وأنه انتقل من البصرة إلى سمرقند على يد تيمور لنك.
لقي الرأي الثاني قبول عند بعض المؤرخين ورفض عند البعض الآخر، المؤيدون لفكرة انتقال المصحف من البصرة إلى سمرقند، يقصدون بالمصحف المذكور أنه واحد من النسخ التي بعث بها عثمان إلى الأمصار الإسلامية، ويستندون في ذلك إلى صورة الخط الذي كتب به مصحف طشقند، ويقولون أنه أقرب مايكون إلى صورة الكتابة التي كتب بها المصحف الإمام. أما المعارضون لفكرة انتقال المصحف من البصرة فيرون أن الصنعة الفنية تظهر بشكل واضح على مصحف طشقند، ممثلة في رسم الحروف، مما يشير إلى أن الخط الذي كتب به لا يرجع إلى خلافة عثمان بن عفان، وإنما يرجع تاريخه إلى القرن الثاني أو القرن الثالث الهجري، فالخطوط مستقيمة وتبدو كأنها رسمت بمسطرة، وأن شكل حروف هذا المصحف يشبه إلى حد كبير شكل حروف المصحف الكوفي الموجود الآن في القيروان، ويرجع تاريخه إلى القرن الثالث الهجري.

### مصحف إسطنبول
هو مصحف يقع في متحف طوپ قاپي وكتب على الرق، وقيل أنه هو المصحف الذي كان بيد الخليفة عثمان بن عفان يوم قتل، وأن آثار الدماء لا تزال واضحة على ورقاته حتى يومنا هذا. بالرجوع إلى وصف هذا المصحف نجد أنه منقوط باللون الأحمر، وفي آخر الآيات أحيانًا دائرة تشغلها خطوط هندسية، وقيل أنه كتب بخط الخليفة عثمان بن عفان. هذا الوصف يشير أن هذا المصحف ليس من المصاحف العثمانية، فعلى المصحف نقش ونقط ولم يكن ذلك من خصائص المصاحف العثمانية التي كانت مصاحف غير منقوطة. يوجد في مركز قطر الثقافي الإسلامي بالدوحة صورة من مصحف إسطنبول مكتوب إلى جانبها للتعريف بها: «هذا المصحف الكبيرة عبارة عن صورة لأقدم مصحف في الوجود على الإطلاق، وقد حفظ في قصر توبكبي في اسطنبول، ويعود إلى أكثر من 1400 سنة، والصورة هنا أخذت من الكتاب الأصلي صفحة صفحة لتدل على أن القرآن الكريم محفوظ على مر العصور».

## الرسم العثماني

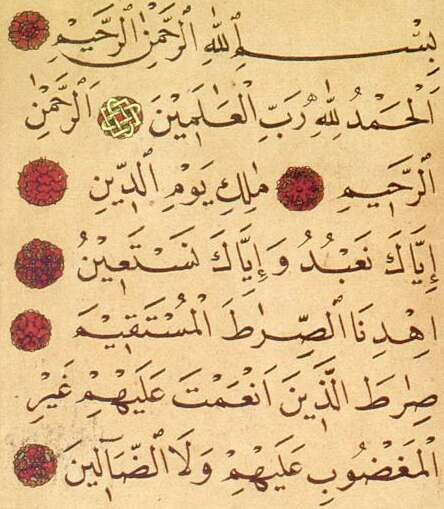
نموذج من الرسم العثماني لسورة الفاتحة.

تطلق كلمة الرسم القرآني على الكتابة القرآنية التي كتب بها مصحف عثمان، وجاء هذا الرسم مخالفًا في بعض الكلمات لما اقتضته قواعد الإملاء وليس متطابقا مع اللفظ المنطوق، ويُعرف الرسم العثماني في الاصطلاح بأنه: الوضع الذي ارتضاه الصحابة في عهد عثمان بن عفان في كتابة كلمات القرآن الكريم وحروفه، وعُبر عن كذلك بـ: علمٌ تُعرف به مخالفة خط المصاحف العثمانية لأصول الرسم القياسي، ويعود هذا الاصطلاح إلى المصاحف التي نسخها الخليفة عثمان بن عفان، وهي المصاحف التي أرسلها إلى الأقطار الإسلامية، وكانت مجردة من النقاط والشكل، محتملة لما تواترت قرآنيته واستقر في العرضة الأخيرة ولم تنسخ تلاوته. يعود سبب تسمية هذا الرسم بالرسم العثماني إلى أولًا: أن عثمان هو الذي أمر بنقل هذا الرسم ونسخه في المصاحف التي استنسخها ووزعها على الناس في الأمصار وأمرهم بإحراق ما عداها، فهذا التعميم الصادر منه هو الذي ألصق هذه النسبة إليه، يقول الإمام البغوي في ذلك: «المصحف الذي استقر عليه الأمر هو آخر العَرَضات على رسول الله صلى الله عليه وسلم، فأمر عثمان بنسخه في المصاحف، وجمع الناس عليه، وأذهب ما سوى ذلك قطعاً لمادة الخلاف». ثانياً: أن الرسم الذي تمّ به مصحف عثمان له طريقةٌ خاصّة في التوزيع، بحيث يحتمل في رسمه كل القراءات القرآنية المتواترة. ثالثاً: أن عثمان بن عفان جمع الناس كلّهم على حرف واحد من الأحرف السبعة التي نزل عليها القرآن، وهو الحرف الذي نزل عليه عامة القرآن الكريم ودُوِّن به، فألزمهم بهذا الرسم الذي كتب به عامة القرآن، وترك لهم رخصة القراءة بغيره بما يوافق الرسم، فيكون عثمان قد أبقى لهم القراءة ببقية الأحرف السبعة بما يتوافق مع الرسم، ويوضح ذلك مكي بن أبي طالب بقوله : «فالمصحف كتب على حرف واحد وخطه محتمل لأكثر من حرف، إذ لم يكن منقوطًا ولا مضبوطًا، فذلك الاحتمال الذي احتمل الخط هو من الستة الأحرف الباقية»، ويقول ابن تيمية: «وسبب تنوع القراءات فيما احتمله خط المصحف هو تجويز الشارع وتسويغه ذلك لهم، إذ مرجع ذلك إلى السنة والاتباع لا إلى الرأي والابتداع».

### قواعد الرسم العثماني
الأصل في المكتوب أن يكون موافقا للمنطوق، من غير زيادة ولا نقص، ولا تغيير ولا تبديل، مع مراعاة الابتداء به والوقف عليه، والفصل والوصل، وقد مهد له العلماء أصولا وقواعد، وقد خالفها في بعض الحروف خط المصحف الإمام ولذلك قيل: خطان لا يقاس عليهما خط المصحف وخط العروض، وينحصر أمر الرسم في ستة قواعد:
- الوجه الأول الحذف: حذف الألف في قوله تعالى: (العلمين) حيث حُذفت الألف بعد العين، وقد كُتبت كذلك في جميع مواضعها في القرآن، والأصل في كتابتها حسب الرسم الإملائي (العالمين). حذف الواو في قوله تعالى: (الغاون) وقد وردت في موضعين من القرآن، والأصل فيها (الغاوون). حذف الياء في قوله تعالى: (النبين) وقد وردت كذلك في جميع مواضعها في القرآن، وعدد مواضعها ثلاثة عشر موضعًا، والأصل في كتابتها (النبيين). حذف اللام في قوله تعالى: (اليل) وقد كُتبت كذلك في جميع مواضعها، وعددها ثلاثة وسبعون موضعًا، والأصل فيها (الليل). حذف النون في قوله تعالى: (نجي) من سورة الأنبياء، وهو الموضع الوحيد في القرآن الذي حذفت فيه النون من ثلاثة مواضع وردت فيه الكلمة، والأصل في رسمها (ننجي).
- الوجه الثاني الزيادة: وتكون في الألف والواو والياء. الزيادة في الألف في قوله تعالى: (وجائ) وردت في موضعين، والأصل فيها (وجيء). الزيادة في الواو في قوله تعالى: (سأوريكم) وردت في موضعين، والأصل فيها (سأريكم). الزيادة في الياء في قوله تعالى: (بأييد) وهو الموضع الوحيد في القرآن، والأصل فيها (بأيد).
- الوجه الثالث الهمزة: حيث وردت الهمزة في الرسم العثماني تارة برسم الألف، وتارة برسم الواو، وتارة برسم الياء. ورودها ألفًا في قوله تعالى: (لتنوأ) وهو الموضع الوحيد، والأصل فيها (لتنوء). ورودها واواً في قوله تعالى: (يبدؤا) وهي كذلك في مواضعها الستة من القرآن، والأصل فيها (يبدأ). مجيئها ياءً في قوله تعالى: (وإيتائ) وهو الموضع الوحيد من ثلاثة مواضع، والأصل فيها (وإيتاء).
- الوجه الرابع البدل: ويقع برسم الألف واواً أو ياءً. مجيئها واواً في قوله تعالى: (الصلوة) وهي كذلك في جميع مواضعها الأربعة والستين، والأصل (الصلاة) ومثلها (الزكاة). مجيئ رسمها ياءً في قوله تعالى: (يأسفى) والأصل فيها (يا أسفا). ومن ذلك أيضاً قوله تعالى: (والضحى) ولم ترد إلا في هذا الموضع، والأصل فيها (والضحا).
- الوجه الخامس الفصل والوصل: فقد رُسمت بعض الكلمات في المصحف العثماني متصلة مع أن حقها الفصل، ورُسمت كلمات أخرى منفصلة مع أن حقها الوصل. ما اتصل وحقه الفصل ما يلي: (عن) مع (ما) حيث رسمتا في مواضع من القرآن الكريم متصلتين، من ذلك قوله تعالى: (عما تعملون) وقد وردت كذلك في جميع المواضع. (بئس) مع (ما) رسمتا متصلتين في مواضع، من ذلك قوله تعالى: (بئسما اشتروا) وهي كذلك في مواضعها الثلاثة. (كي) مع (لا) رُستما متصلتين في مواضع، من ذلك قوله تعالى: (لكيلا تحزنوا على ما فاتكم) وهي كذلك في مواضعها الأربعة.
- الوجه السادس تعدد القراءة: بمقتضى هذه القاعدة تكتب بعض الكلمات التي تقرأ بقراءتين برسم إحدى القراءتين، كما في قوله تعالى: (ملك يوم الدّين) تكتب بغير ألف، وتقرأ بالألف وبحذف الألف، وكذلك الأمر في كثير من الألفاظ التي تكتب وفقا لإحدى القراءتين، وتقرأ بالقراءتين معا، وهذا كله خارج نطاق القراءات الشاذة، وأحيانا تراعى في الرسم بعض القراءات الشاذة.

### تطور الرسم العثماني
كُتبت مصاحف عثمان خالية من النقط والتشكيل، حتى تحتمل قراءتُها الأحرف السبعة التي نزل بها القرآن الكريم، وعندما أرسلها إلى الأمصار رضي بها الجميع، ونسخوا على غرارها مصاحف كثيرة خالية من النقط والشكل، واستمروا على ذلك أكثر من أربعين سنة، وخلال هذه الفترة توسعت الفتوح، ودخلت أممٌ كثيرة لا تتكلم العربية في الإسلام، فتفشت العجمة بين الناس، وكثر اللحن، حتى بين العرب أنفسهم بسبب كثرة اختلاطهم ومصاهرتهم للعجم، ولما كان المصحف الشريف غير منقوط خشي ولاة أمر المسلمين عليه أن يتطرق له اللحن والتحريف.

مراحل تطور التنقيط والتشكيل الذي طرأ على الرسم العثماني في القران الكريم.

استمر الوضع على ماكان عليه حتى تولى علي بن أبي طالب الخلافة، فشكا أبو الأسود الدؤلي إلى علي هذه الظاهرة فعلمه مبادئ النحو، وقال له: «الاسم ما دل على المسمى والفعل ما دل على حركة المسمى، والحرف ما ليس هذا ولا ذاك، ثم انح على هذا النحو».
وقيل بأن أول من التفت إلى نقط المصحف هو زياد بن أبيه، وفيه أن معاوية بن أبي سفيان كتب إلى زياد عندما كان واليًا على البصرة أن يبعث إليه ابنه عبيد الله، ولما دخل عليه وجده يلحن في كلامه، فكتب إلى زياد يلومه على وقوع ابنه في اللحن، فبعث زياد إلى أبي الأسود الدؤلي يقول له: «إن هذه الحمراء قد كثرت وأفسدت مِن ألسنة العرب، فلو وضعت شيئًا يُصلح به الناسُ كلامَهم، ويعربون به كتاب الله»، فاعتذر أبو الأسود فلجأ زياد إلى حيلة، بأن وضع في طريقه رجلًا وقال له: إذا مرّ بك أبو الأسود فاقرأ شيئًا من القرآن، وتعمد اللحن فيه، فلما مرّ به قرأ الرجل آية من القران ولحن فيها، فشق ذلك على أبي الأسود، وقال: «عزّ وجه الله أن يتبرأ من رسوله». وقال لزياد: «قد أجبتك إلى ما طلبت، ورأيت أن أبدأ بإعراب القرآن».
وضع بعد ذلك أبو الأسود الدؤلي نقطه كضبط للقرآن، وكان أبو الأسود أول من وضع النقط للضبط، حيث وضع النقطة أمام الحرف علامة على الضمة، والنقطة فوقه علامة على الفتحة، وإذا كانت تحته فهي للكسرة، واستمرت الكتابة على هذا النحو إلى أن جاء الخليل بن أحمد الفراهيدي فوضع ضبطًا أدق من ضبط أبي الأسود الدؤلي فجعل بدل النقط: ألفًا مبطوحة فوق الحرف علامة على الفتح، وتحته علامة على الكسر، وجعل رأس واو صغيرة علامة على الضمة، ثم جعل النقاط على الحروف لإعجامها وتمييزها فيما بينها.

### الرسم العثماني توقيفي أم اصطلاحي
ذهب جمهور العلماء إلى وجوب اتباع الرسم العثماني عند كتابة المصحف، وأنه لا تجوز مخالفته، لأنه اصطلاح اتفق عليه الصحابة وأجمعوا عليه، قال أحمد بن حنبل: «تحرم مخالفة خط عثمان في واو وياء وألف وغير ذلك». وذهب فريق آخر إلى أن الرسم العثماني اصطلاحي لا توقيفي، فلا يجب التزامه ولا مانع من مخالفته، إذا اصطلح الناس على رسم خاص للإملاء وشاع بينهم.
وقد أعد مجلس هيئة كبار العلماء بحثا مفصلًا عن مسألة كتابة المصحف حسب قواعد الإملاء: «وخلاصة القول أن لكل من قال بجواز كتابة المصحف على مقتضى قواعد الإملاء والمنع من ذلك وحرمته وجهة نظر، غير أن مبررات الجواز فيها مآخذ ومناقشات تقدم بيانها، وقد لا تنهض معها لدعم القول بالجواز، ومع ذلك قد عارضها ما تقدم ذكره من الموانع، وجريا على القاعدة المعروفة من تقديم الحظر على الإباحة، وترجيح جانب درء المفاسد على جلب المصالح عند التعادل أو رجحان جانب المفسدة قد يقال: إن البقاء على ما كان عليه المصحف من الرسم العثماني أولى وأحوط على الأقل، وعلى كل حال فالمسألة محل نظر واجتهاد، والخير في اتباع ما كان عليه الصحابة وأئمة السلف رضي الله عنهم». وأيد مجلس المجمع الفقهي الإسلامي عدم تغير الرسم العثماني: «وبعد اطلاع مجلس المجمع الفقهي الإسلامي على ذلك كله قرر بالاجماع تأييد ما جاء في قرار مجلس هيئة كبار العلماء في المملكة العربية السعودية من عدم جواز تغيير رسم المصحف العثماني ، ووجوب بقاء رسم المصحف العثماني على ما هو عليه».

## موقف علماء الشيعة من مصحف عثمان
يُقر علماء الشيعة على صيانة القرآن الكريم عن أي نوع من التحريف اللفظي بجميع أشكاله وألوانه بالأدلة والبراهين القوية، ويقرون بأن حذيفة بن اليمان هو من أشار على عثمان بن عفان بجمع المصحف، ولكنهم يأخذون على عثمان أنه اعتمد على جمع ونسخ المصاحف من المصحف الذي كان بحوزة حفصة بنت عمر، وتجاهله بقية المصاحف التي كانت بحوزة الصحابة بما فيها مصحف علي.
يَعتقد الشيعة أن أول من جمع القران هو علي بن أبي طالب، وأن الإمام عليّاً اعتزل الناس بعد وفاة الرسول لجمع القرآن الكريم، وكان موقفه هذا بأمر الرسول وأنه قال: «لا أرتدي حتى أجمعه»، ورُوي أنه لم يرتد إلا للصلاة حتى جمعه، قال ابن النديم: «أن عليًا رأى من الناس طيرة عند وفاة النبي فأقسم أن لا يضع رداءه حتى يجمع القرآن»، ويروي الشيعة أن للإمام علي مصحف كباقي المصاحف التي جمعت فيما بعد، ولكن انتهى دور هذه المصاحف عندما أرسل إليها عثمان وأحرقها، أما مصحف علي فقد احتفظ به لنفسه وأهل بيته ولم يظهره لأحد، حفاظًا على وحدة الاُمة، وقالوا إنَّ الفرق بين مصحف الإمام علي والمصاحف الاُخرى بما فيها مصحف عثمان هو أنَّ علي رتَّبه على ما نزل، كما اشتمل على شروح وتفاسير لمواضع من الآيات مع بيان أسباب ومواقع النزول، قال علي بن أبي طالب: «ما نزلت آية على رسول الله إلا اقرأنيها وأملاها عليَّ، فأكتبها بخطي، وعلمني تأويلها وتفسيرها وناسخها ومنسوخها ومحكمها ومتشابهها، ودعا الله لي أن يعلمني فهمها وحفظها، فما نسيت آية من كتاب الله، ولا علمًا أملاه عليَّ فكتبته منذ دعا لي ما دعا»، كما اشتمل المصحف على جملة من علوم القرآن الكريم مثل: المحكم والمتشابه والمنسوخ والناسخ وتفسير الآيات وتأويلها. يروي عُلماء الشيعة أن ابن أبي طالب عرض مصحفه على الناس وأوضح مميزاته، فقام إليه رجل من الصحابة فنظر فيه فقال: «يا علي أردده فلا حاجة لنا فيه».
تتلخص الروايات الشيعية إن علي بن أبي طالب جمع القرآن بعد وفاة الرسول، وكانت سوره وآياته هي آيات وسور القرآن المتداول بين المسلمين اليوم، وكان متضمنًا ترتيب السور حسب النزول وإلى جانبها أسباب النزول، إلاّ أن موقف بعض الصحابة من مصحفه كان موقفًا سياسيًا، ومن هنا فالأحرى أن نعتبره نسخة اُخرى من القرآن الكريم متضمّنة لذات سوره وآياته، وليس قرآن آخر سوى القرآن الكريم.